# Владимир Бесонов
Владимир Васиљевич Бесонов (рус. Владимир Васильевич Бессонов, укр. Володимир Васильович Безсонов; 5. март 1958) бивши је совјетски фудбалер.

## Биографија
Од 1976. до 1990. играо је у Динаму из Кијева. Већ на почетку је постао стандардни првотимац. У дресу Динама освојио је шест пута првенство Совјетског Савеза, четири Купа Совјетског Савеза и један Куп победника купова у сезони 1985/86.
Бесонов је био део омладинске репрезентације СССР-а. Заједно са екипом освојио је Европско првенство за младе 1976. и Светско јуниорско првенство 1977. године, где је проглашен за најбољег играча првенства.
На Олимпијским играма у Москви 1980. године играо је за олимпијски тим СССР-а, одиграо 6 утакмица и постигао 1 гол.
За сениорску репрезентацију Совјетског Савеза је дебитовао 28. јула 1977. против Источне Немачке. Био је члан екипе СССР која је 1988. освојила сребро на Европском првенству у Западној Немачкој. Учествовао је на три Светска првенства (1982, 1986. и 1990). На Светском првенству 1990. искључен је против Аргентине. Изгубили су утакмицу са 2:0, што је на крају био његов опроштајни меч за руску Зборнају. У дресу репрезентације Совјетског Савеза одиграо је 79 утакмица и постигао четири гола.

## Успеси
Динамо Кијев
- Првенство СССР: 1977, 1980, 1981, 1985, 1986, 1990.
- Куп Совјетског Савеза: 1978, 1985, 1987, 1990.
- Суперкуп СССР: 1986, 1987.
- Куп победника купова: 1986.

СССР
- Бронзана медаља Олимпијске игре у Москви 1980.
- Сребрна медаља Европско првенство 1988. у Западној Немачкој